# Calanque de Marseilleveyre

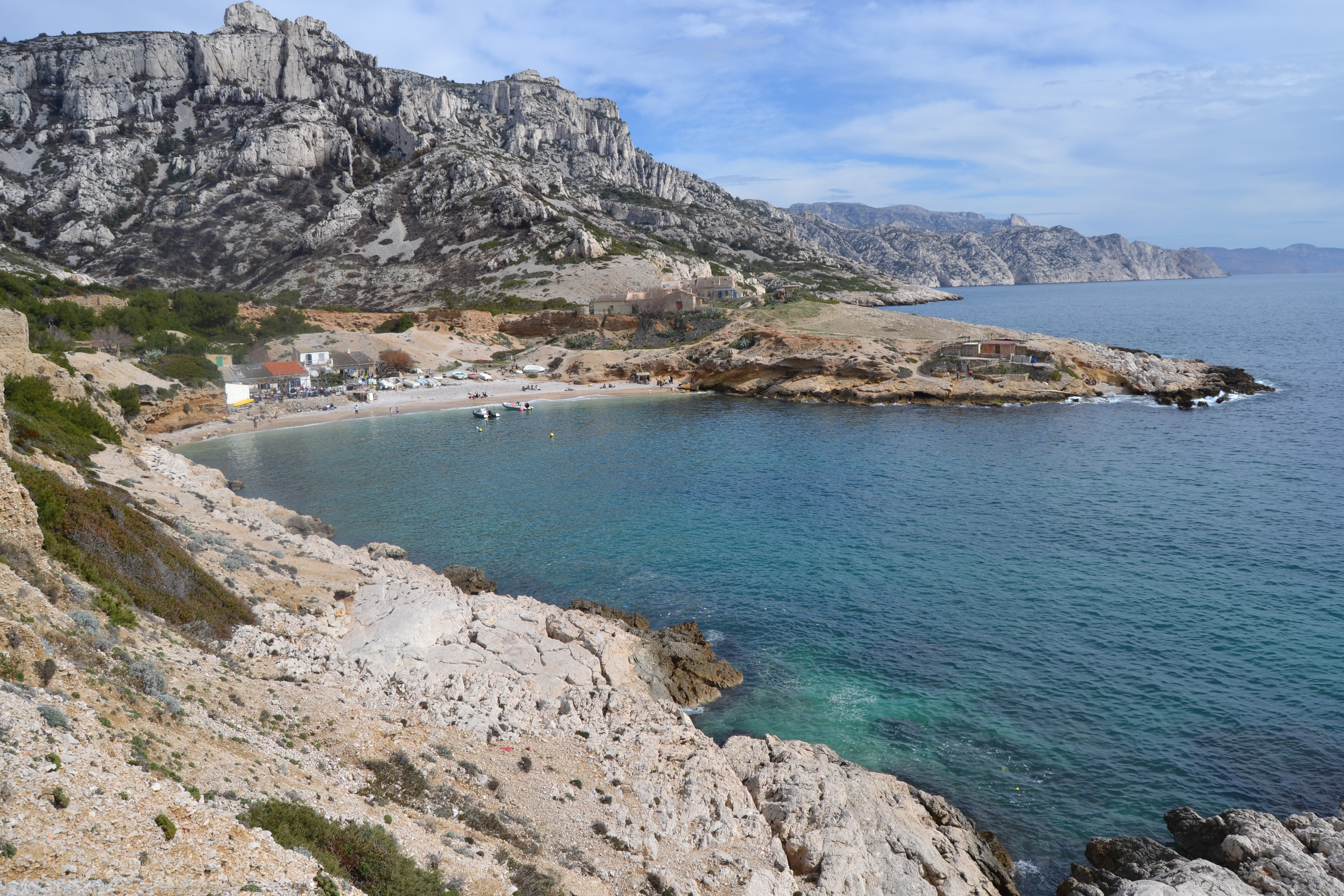
La calanque de Marseilleveyre en 2013.

La calanque de Marseilleveyre est  la troisième calanque du massif de Marseilleveyre, entre Marseille et Cassis. Comme ses voisines, la calanque de la Mounine et la calanque des Queyrons, elle appartient au 8e arrondissement de Marseille.

## Patrimoine
Bien que de taille très modeste, cette calanque est très prisée pour sa vue imprenable sur l'île de Riou.
Elle tire son nom du massif de Marseilleveyre.